# Площадь Синьории (Виченца)
Площадь Синьории (итал. Piazza dei Signori) — главная площадь исторического центра Виченцы. Первоначально площадь была римским форумом и рынком.
Площадь имеет прямоугольную форму, вдоль одной длинной стороны возвышаются знаменитая Базилика Палладио и раннесредневековая башня Биссара, а на противоположной стороне стоят Лоджия дель Капитанио (также работа Палладио), Палаццо дель Монте ди Пьета с церковью Сан Винченцо. Площадь получила название в честь резиденций городского подесты и капитана, представителей Венеции, которой принадлежал город.

## История и описание

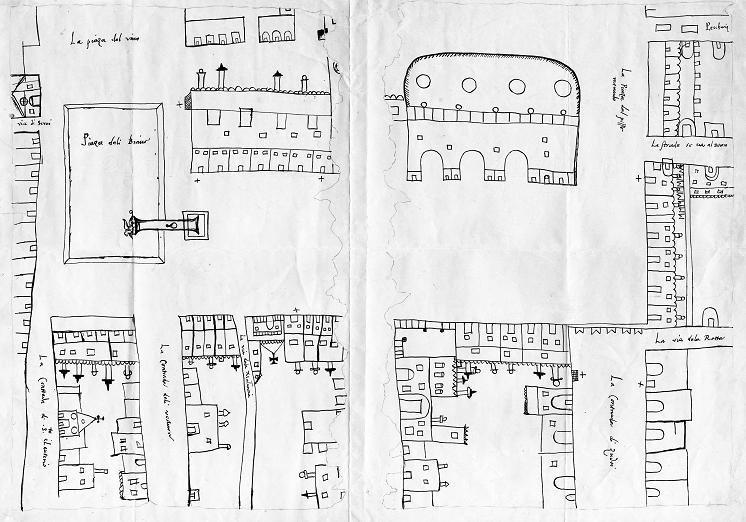
Площадь 1480—1481 годов по проекту Перонио ди Виченца (Виченца, Biblioteca Civica Bertoliana).

Обширное пространство Площади Синьории, изначально римского форума города, назывшегося в период Римской империи Vicetia romana, в средние века именовалось Перонио (название упомянуто в книге статутов муниципалитета Виченцы 1426 года, от латинской пероны, вида деревянной и кожаной обуви, продаваемой на прилавках рынка, который располагался на площади) и была центром политической, торговой и общественной жизни города. Площадь разбивалась на небольшие рыночные площадки (Синьории; Вина; Рыбная; контрада возчиков и другие), с XIII века на ней расположились Дворец Подесты и другие здания, где располагались центры управления городом и провинцией.
Первая из двух нынешних колонн площади Синьории была построена ближе к восточной стороне площади в 1464 году. В 1473 году на ней был помещён крылатый лев Святого Марка, являвшийся символом Венецианской республики. Более полутора веков спустя на площади в 1640 году аоявилась парная колонна со статуей Христа-Искупителя. За колоннами находится территория, когда-то бывшая зерновым рынком (открытое пространство до сих пор используется для сезонных сельскохозяйственных рынков).
По периметру площади расположены многочисленные торговые точки, наследники магазинов прошлого, в том числе исторических, размещенных в нижних лоджиях Палладиевой базилики. В Базилике располагается также средневековая галерея Заваттьери (гильдия сапожников), где располагалась товарная биржа (ныне используемая для художественных выставок) и большой зал совета Кватроченто.
На площади, рядом с Палладианской базиликой, возвышается башня Торре Биссара, при высоте 82 метра до сих пор являющейся одним из самых высоких зданий в городе; она возведена в XIV—XV веках на фундаменте XII века. Башенные часы работы Фаччо Пизано, датированные 1378 годом, представляют собой жемчужину механической и астрономической техники того времени, помимо отбивания часов, часы также отмечают фазы Луны.
На стороне, противоположной Базилике, находится Палаццо дель Капитаниато, зрелая работа Андреа Палладио, спроектированная в 1565 году и построенная в 1571—1572 годах; на здании был помещён барельеф в честь победы в битве при Лепанто, которая произошла как раз в то время, когда шло строительство здания.
Далее на той же стороне площади расположено здание Палаццо дель Монте ди Пьета с церковью Сан-Винченцо (1387). Нижний этаж Палаццо дель Монте ди Пьета — XV века, а верхняя часть здания — XVI века. Джованни Баттиста Зелотти украсил его снаружи фресками из жизни Моисея, которые были утеряны. Позднее в период между 1907 и 1909 годами здание было оформлено фресками на ту же тему Доменико Бруски.
Городской рынок на Площади Синьории работает еженедельно по вторникам и четвергам.

## Галерея

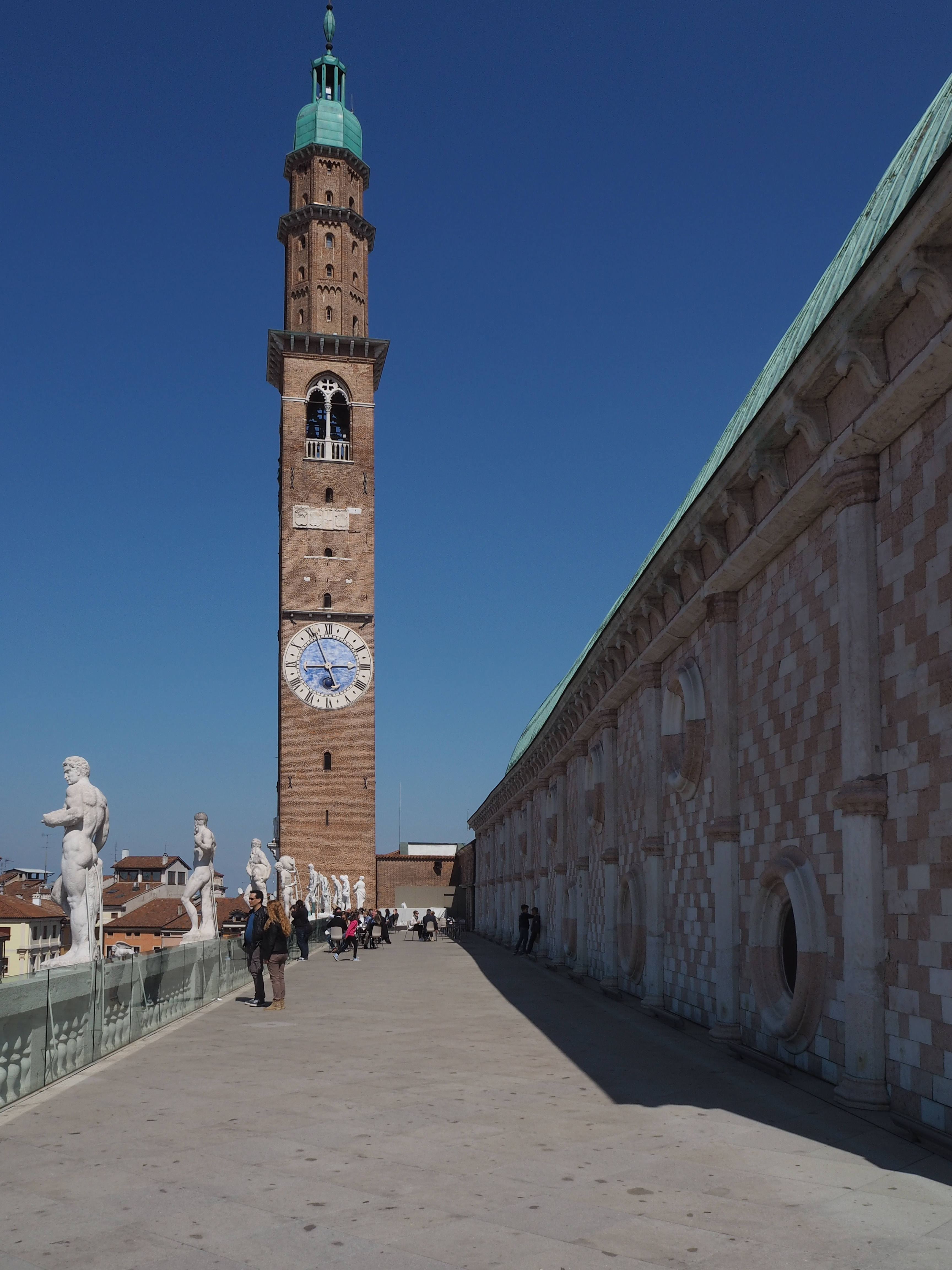
Вид на башню Биссара со стороны Палладиевой базилики
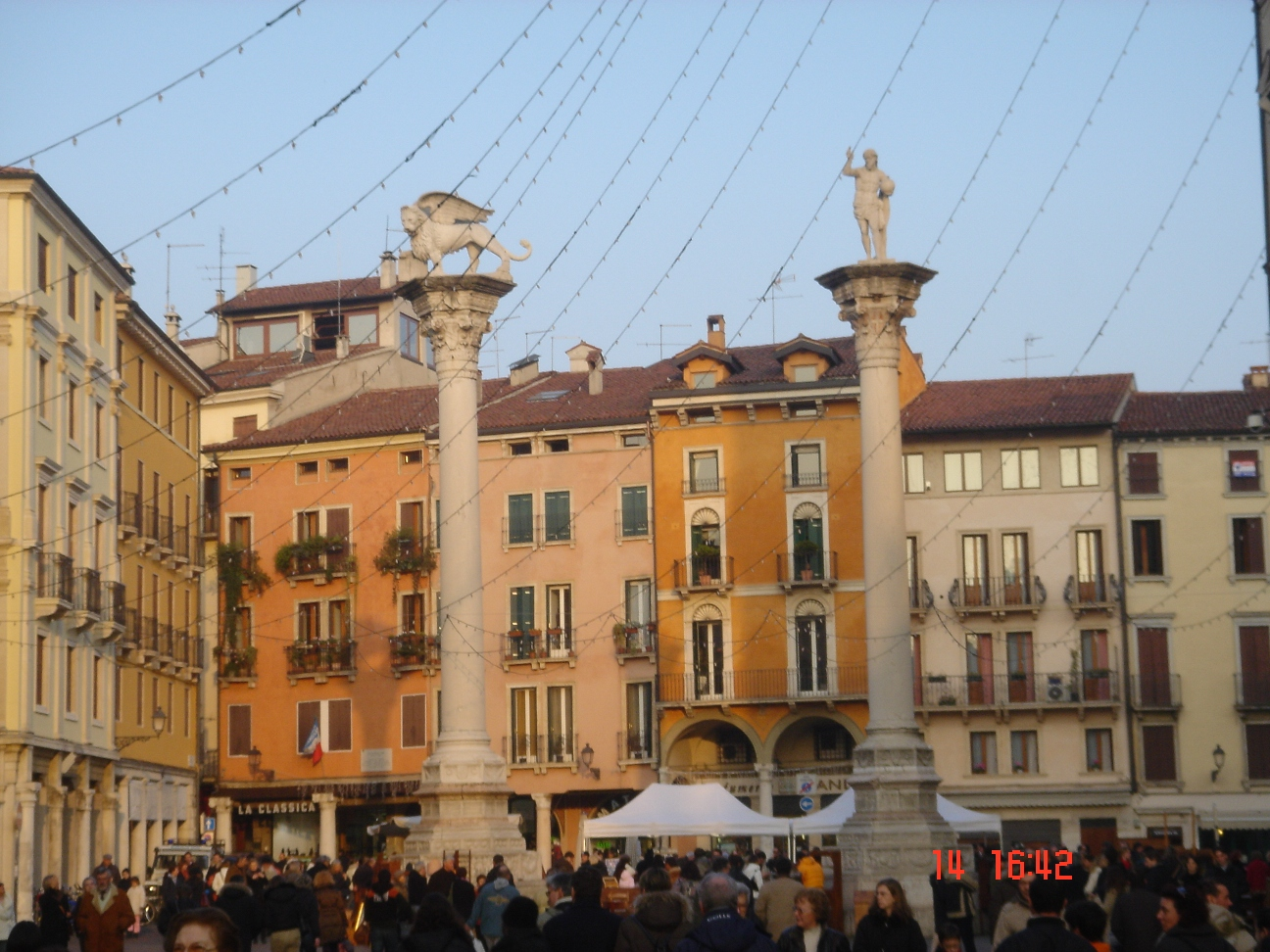
Две колонны (слева крылатый лев, символ Святого Марка и Светлейшей Венеции, справа Искупитель).
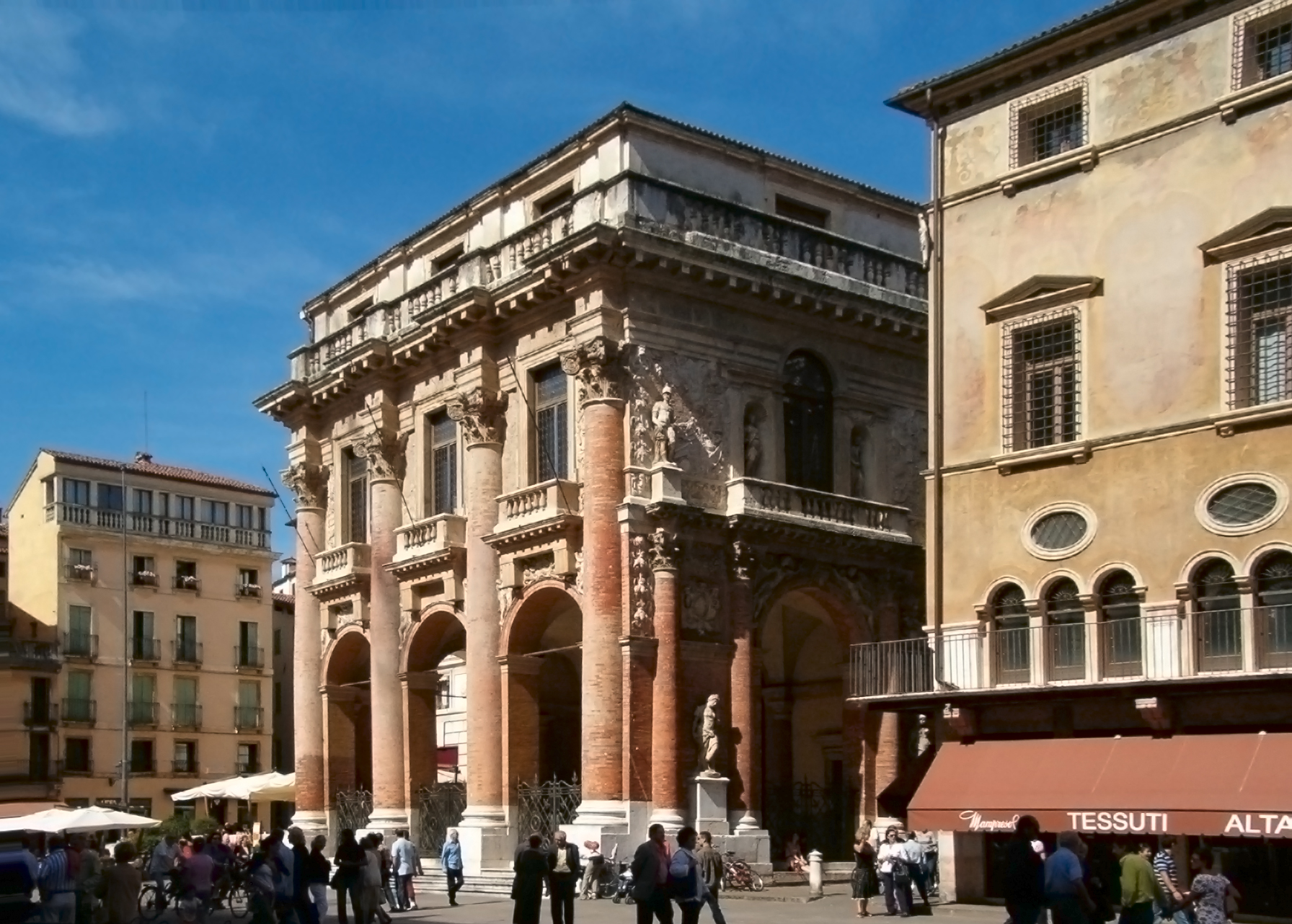
Палаццо дель Капитанио и сразу направо начало фасада западного крыла Палаццо дель Монте ди Пьета.
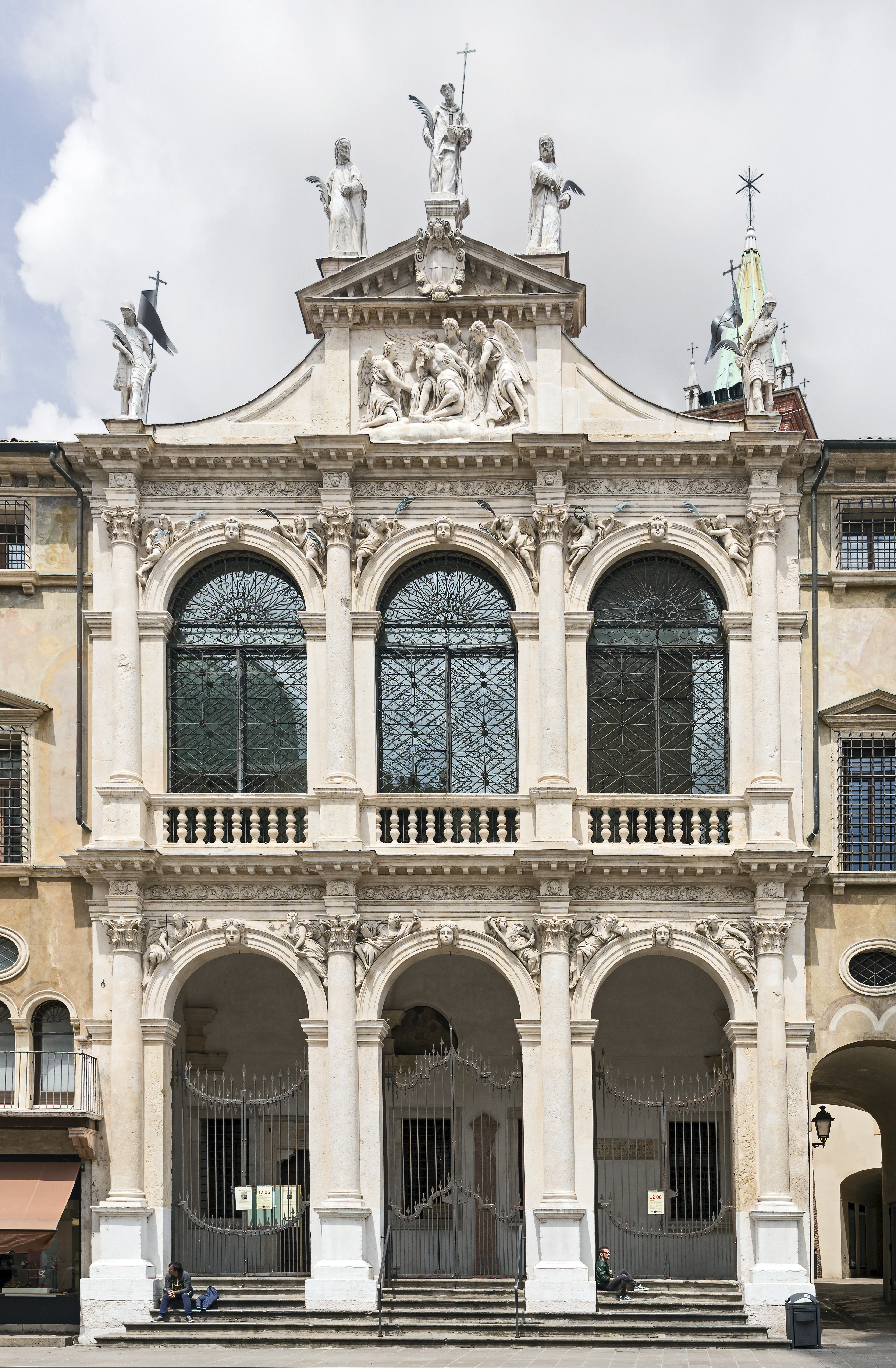
Фасад церкви Сан-Винченцо с лоджией Палаццо дель Монте ди Пьета.
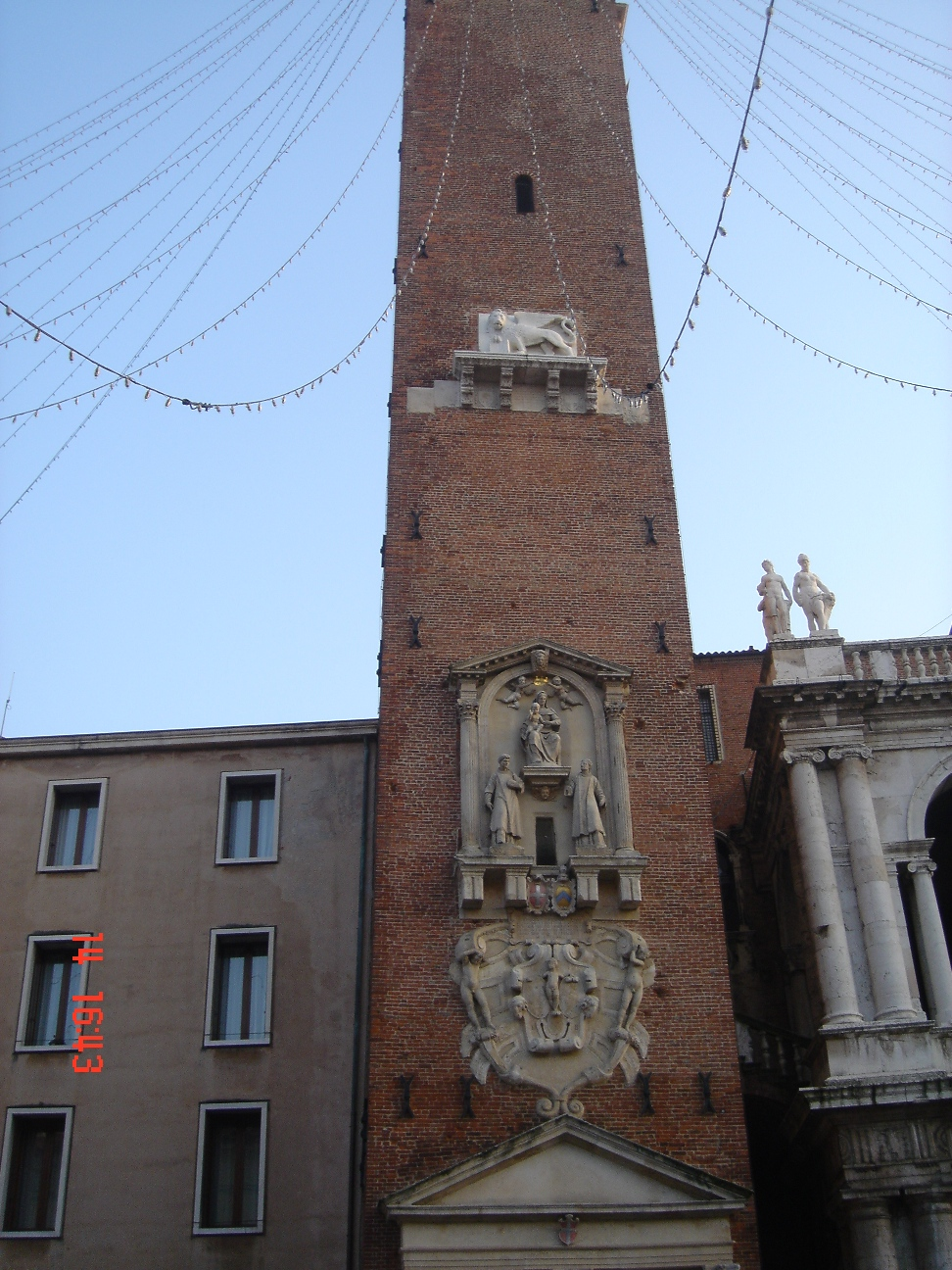
Башня Биссара рядом с Палладианской базиликой с фризом льва Сан-Марко .
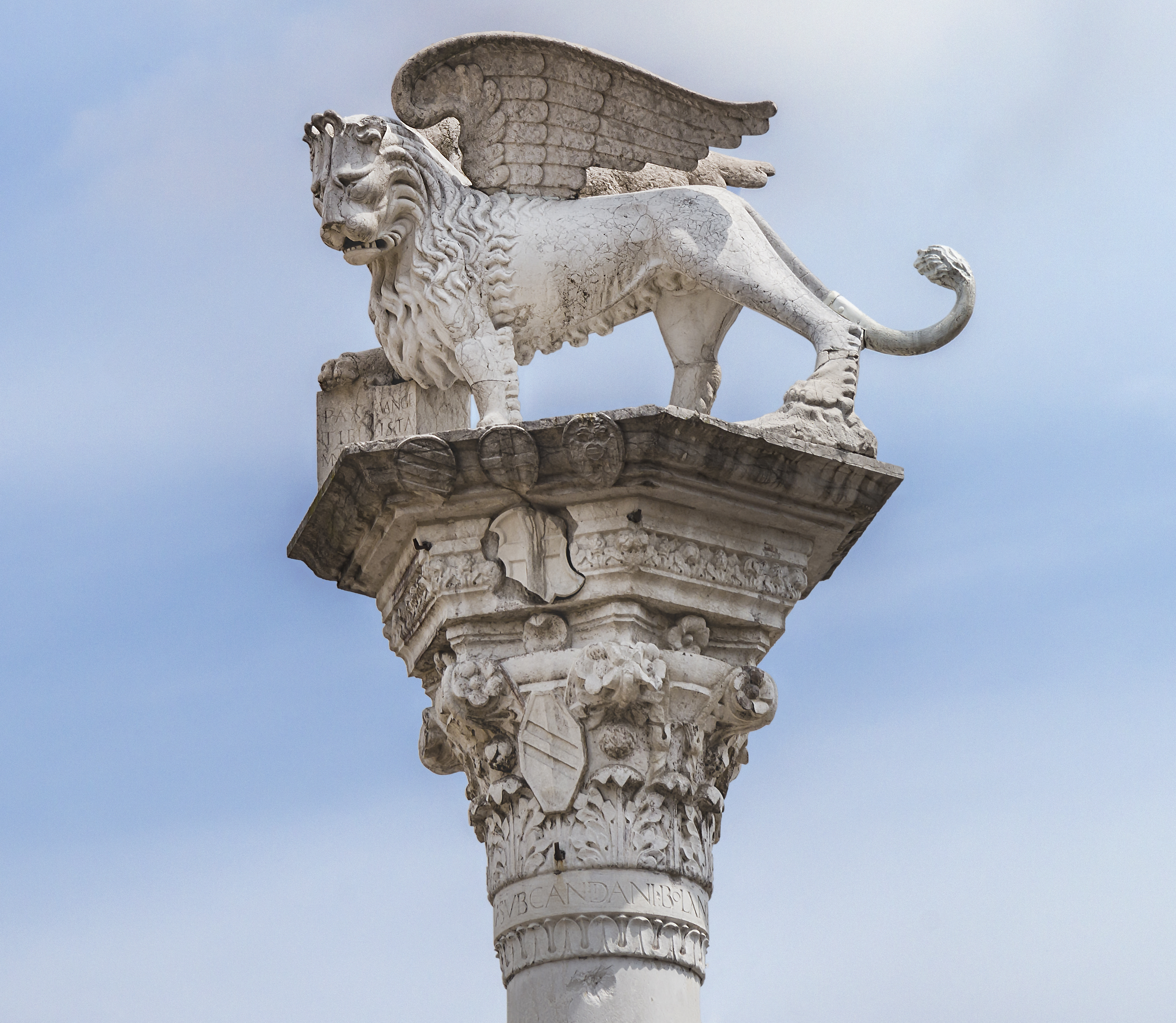
Деталь льва Святого Марка на площади
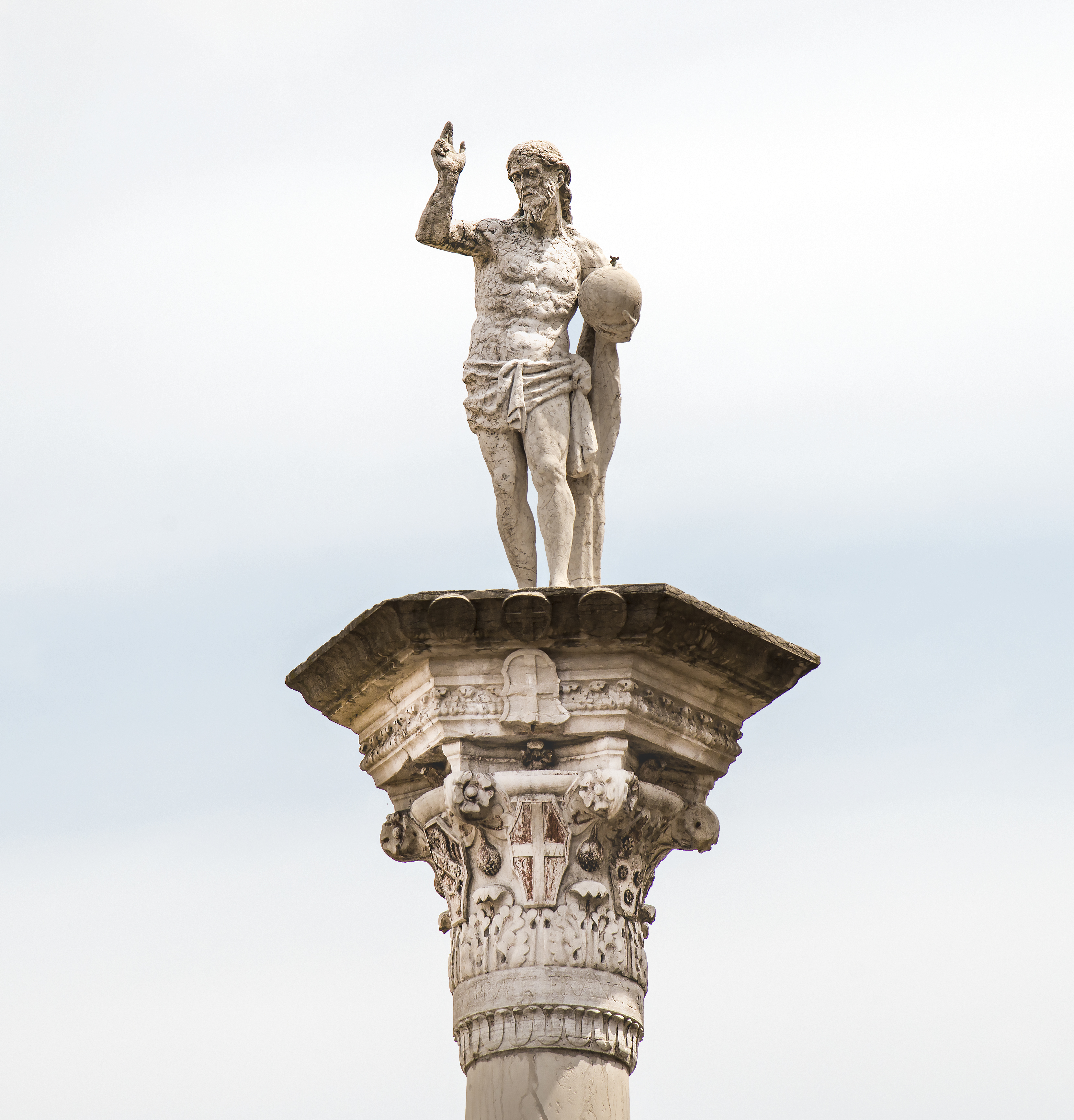
Площадь Синьори Искупитель